# Awakening (альбом Blessthefall)
Awakening — третий студийный альбом американской металкор-группы Blessthefall, выпущенный 4 октября 2011 года на лейбле Fearless Records.

## Об альбоме
Awakening второй альбом группы с Боу Боканом в качестве вокалиста и первый альбом с новым гитаристом Эллиотом Грюнбергом, заменившим Майка Фрисби. Продюсером альбома «Awakening» стал Майкл «Элвис» Баскет, также работавший с группой над предыдущим альбомом «Witness» в 2009 году. Первым синглом с альбома стала песня «Bottomfeeder» (4/08/2011), на эту песню также был снят студийный клип. 16 августа 2011 группа опубликовала второй сингл на песню «Promised Ones».

## Список композиций
| №   | Название                        | Длительность |
| --- | ------------------------------- | ------------ |
| 1.  | «Awakening»                     | 1:19         |
| 2.  | «Promised Ones»                 | 3:36         |
| 3.  | «Bottomfeeder»                  | 3:35         |
| 4.  | «I'm Bad News, In the Best Way» | 3:50         |
| 5.  | «The Reign»                     | 4:00         |
| 6.  | «40 Days...»                    | 4:18         |
| 7.  | «Bones Crew»                    | 3:16         |
| 8.  | «Don't Say Goodbye»             | 3:46         |
| 9.  | «Undefeated»                    | 3:25         |
| 10. | «'Till the Death of Me»         | 4:25         |
| 11. | «Flatline (Interlude) »         | 1:42         |
| 12. | «Meet Me at the Gates»          | 7:23         |

## Участники записи
Blessthefall
- Боу Бокан — чистый вокал
- Эрик Ламберт — соло-гитара, бэк-вокал
- Эллиот Грюнберг — ритм-гитара
- Джаред Варт — бас-гитара, скриминг
- Мэтт Трейнор — барабаны

Приглашённые музыканты
- Кристофер Дадли (Underoath) — синтезатор

Производство
- Майкл «Элвис» Бескетт — продюсер[2]
- Джефф Гросс — Художественная работа[3]